# Kerin O'Keefe
Kerin O'Keefe (Boston, ...) è una scrittrice, giornalista enologica statunitense.
Il suo primo libro è stato pubblicato in italiano da Luigi Veronelli nel 2004: Franco Biondi Santi. Il gentleman del Brunello. Ha scritto la versione in inglese del libro nel 2005, Franco Biondi Santi. The Gentleman of Brunello, premiato con il Gourmand Wine Books Award. Ha vinto il Premio Consorzio Brunello di Montalcino nel 2008 per il suo articolo Brunello de-con-structed. Nel 2012 è uscito Brunello di Montalcino - Understanding and Appreciating One of Italy's Greatest Wines, (University of California Press, 2012). Il suo ultimo libro è Barolo and Barbaresco - The King and Queen of Italian Wine, (University of California Press, 2014). Ha ricevuto l'investitura di Cavaliere Onorario dall'Ordine dei Cavalieri del Tartufo e dei Vini di Alba nell'aprile del 2017. Nel novembre del 2023 ha ricevuto da Assoenologi (Associazione Italiana Enologi ed Enotecnici) il Premio Comunicazione Internazionale "Per l’obiettiva informazione e la puntuale comunicazione concretizzate a favore del settore vitivinicolo italiano nel mondo nel corso della sua attività professionale."
Scrive articoli su aree vinicole, vini e produttori, oltre a recensioni di vini italiani per il suo sito kerinokeefe.com. È stata Italian Editor della rivista USA Wine Enthusiast dal maggio 2013 al giugno 2022. Dal 2002 al 2013 ha scritto sul vino italiano per Decanter. I suoi articoli appaiono anche su The World of Fine Wine. È stata Contributing Editor per The Wine News dal 2003 al 2009.

## Carriera

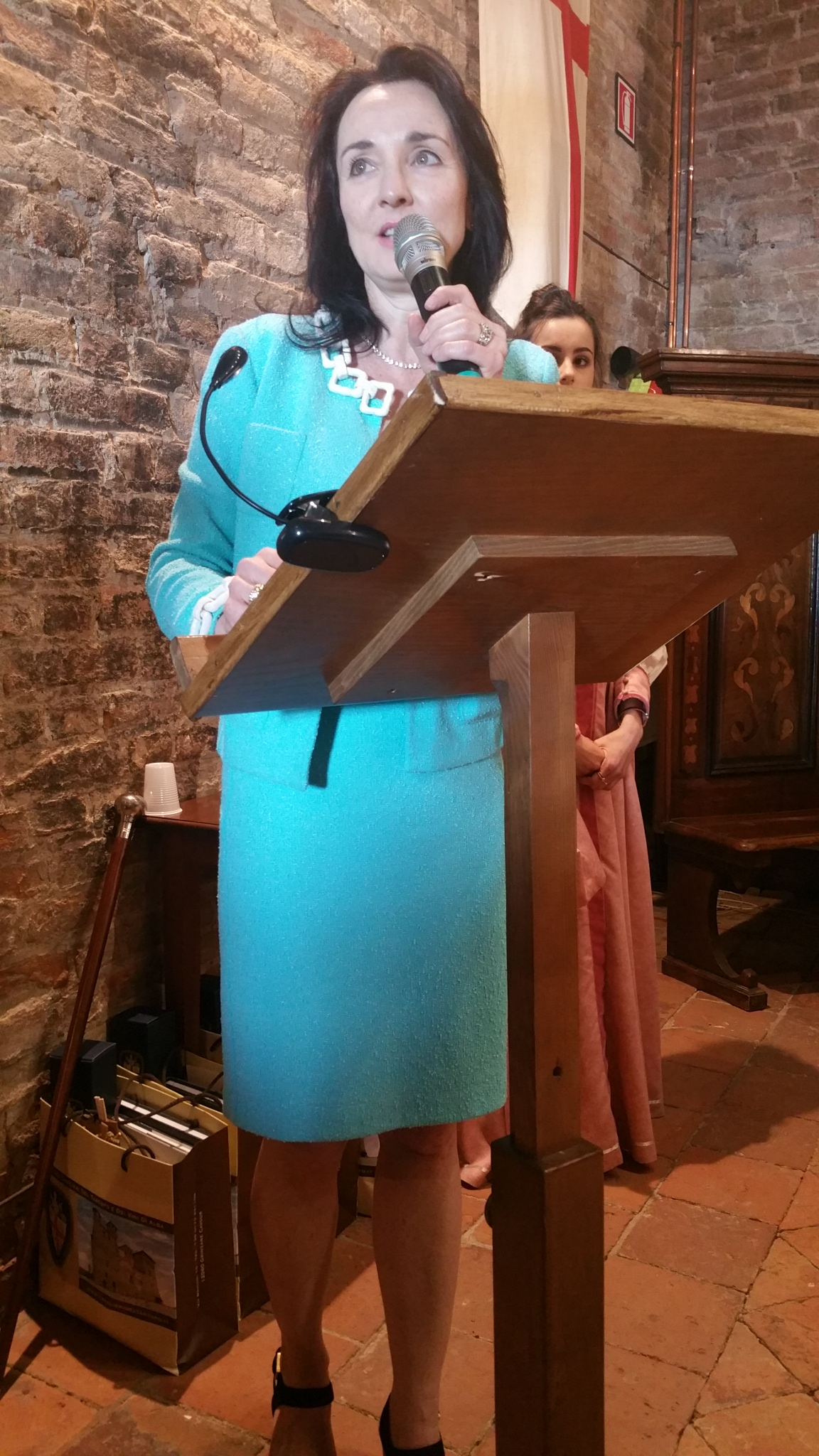
O'Keefe interviene al 270º Capitolo dei Cavalieri del Tartufo e dei Vini d’Alba presso il Castello di Grinzane Cavour

Kerin O’Keefe si è laureata in Letteratura Inglese presso la University of Massachusetts Amherst e ha anche studiato Letteratura Inglese e Americana per un anno all’University of East Anglia. O'Keefe si è sposata e trasferita in Italia ed è subito rimasta affascinata dai vini del paese. O'Keefe ha un particolare interesse per i vini italiani prodotti da uve autoctone.
È stata descritta come "un autore che non solo conosce la sua materia in grande dettaglio, ma scrive in modo coinvolgente e non esita a prendere posizione" e "una voce critica che scrive del Brunello con l’affetto e l’attenzione ordinariamente riservati ai vini della Borgogna".
Brunello di Montalcino - Understanding and Appreciating One of Italy's Greatest Wines è stato definito "uno dei rari libri sul vino che è veramente importante", "autorevole", "affascinante, ben scritto", "franco, tagliente, vivace, tutto tranne noioso", "frutto di ricerche esaustive", "caldamente raccomandato", "una fonte preziosa", "una pietra miliare nella nostra comprensione del Brunello", "il lavoro di riferimento su Montalcino", "se mai un libro sul vino potesse essere un mozzafiato, questo lo è", "come una miniera di informazioni: più si sfogliano le pagine più si entra in profondità nel mondo del Brunello e nella terra di Montalcino", "prosa convincente e che invita a leggere".
Barolo and Barbaresco - The King and Queen of Italian Wine ha ricevuto i seguenti commenti: "ha colmato una lacuna nella letteratura sul vino...con inestimabile livello sia di narrativa sia di dettaglio", "aiuta i consumatori a capire le differenze tra le varie sottozone del Barolo e del Barbaresco, "una storia complicata che O'Keefe ha ricercato come giornalista professionista in modo molto efficace", "misurato, informativo e molto leggibile" "se ami il Barolo e il Barbaresco, questo libro è indispensabile", "un tour de force, un magnifico, onnicomprensivo tomo che ha richiesto molta ricerca", "chiunque ami i profumi del Nebbiolo, insieme alla complessità ed espressività di una bottiglia invecchiata, godrà di questo libro", "un volume certamente utilissimo per tutti coloro che desiderano approfondire la conoscenza di questi due grandi vini e dei loro “maestri”, che meriterebbe di essere tradotto anche in italiano".

## Argomenti
È stata inserita da Tim Crane, professore di filosofia alla Cambridge University, nel campo dei critici enologici Clive Coates/Michael Broadbent, piuttosto che in quello di Robert Parker fatto di "descrizioni rumorose e fruttate".
Il suo articolo Rebels without a cause? The demise of Super-Tuscans è stato definito "affascinante" da Eric Asimov sul New York Times e ha suscitato un animato dibattito sui meriti dei Super-Tuscans.
Secondo Franco Ziliani, giornalista enologico, O'Keefe "a differenza di tanti altri suoi colleghi di lingua inglese non ha abboccato alle sirene dell’ineluttabilità dell’internazionalizzazione del vino italiano, e dei vini italiani sa apprezzare e raccontare, con intelligenza, buon gusto e garbo, l’originalità e quella diversità che ne contribuisce a creare il fascino e la grandezza".
Lo scandalo Brunellopoli non è stato una sorpresa per O'Keefe, dato che aveva messo in dubbio per anni alcuni Brunello dal colore troppo scuro e senza i tipici aroma del Sangiovese in purezza. O'Keefe scrisse nel 2003 che molti Brunello 1997 che aveva assaggiato: "erano così marmellatosi che era difficile credere che fossero Brunello", nel 2006 che: "uvaggi illeciti che rendono il rubino luminoso innaturalmente scuro vengono strenuamente negati su tutti i fronti ufficiali" e nel 2007 che: "Dubbi non possono che rimanere alla luce di alcuni scuri, impenetrabili Brunello".
O'Keefe spiega in un’intervista alla rivista indiana Ambrosia: "Ho assaggiato il Brunello per la prima volta durante un viaggio in Toscana. In quel viaggio non solo mi sono innamorata del mio futuro marito, ma anche del vino Brunello di Montalcino. Poi mentre svolgevo la ricerca per il libro su Franco Biondi Santi, ho realizzato la grandezza dei vini e capito la necessità di scrivere un libro da una differente prospettiva."
La ricerca delle pure espressioni di Sangiovese la spinsero a scrivere il libro sul Brunello, come ha spiegato in un’intervista a JancisRobinson.com: "Non ho scritto una classica guida sul vino e il mio obiettivo non è stato di includere tutte le aziende con le valutazioni più alte. Volevo scrivere invece delle sotto-zone e ho scelto di proposito i vini che meglio esprimono i rispettivi territori, mentre ho di proposito omesso di includere quei Brunello che riflettono meramente la “mano pesante” utilizzata in cantina ma non le proprie origini, anche se questi ultimi sono i preferiti di molti altri critici".
O'Keefe ha scritto contro "il concetto di Palato Americano – ovvero che un singolo stile può catturare le papille gustative di un’intera nazione" e il "rozzo stereotipo del Palato Americano". Ha argomentato invece che "nessuno può negare il crescente interesse negli USA, e nel mondo, in vini più bevibili ed espressivi del territorio".
O'Keefe ha anche criticato la tendenza di alcuni produttori di vino italiani di "equiparare quello che chiamano un vino importante con le sensazioni dominanti di legno derivanti dalle barrique